# Nefroblastomatoza

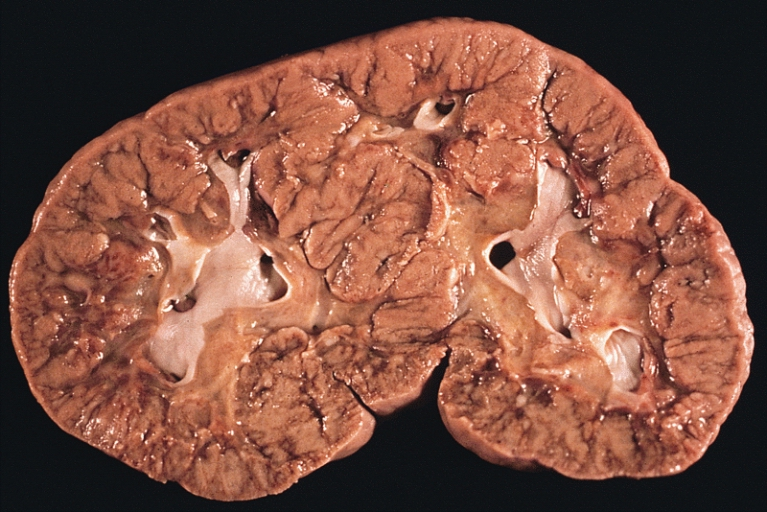
Nefroblastomatoza w ważącej 220 g nerce wcześniaka. Nerka waży około 10 razy więcej niż prawidłowa, zaznacza się zniszczenie zrazikowej budowy narządu

Nefroblastomatoza (łac. nephroblastomatosis, ang. nephroblastomatosis) – rozlane lub mnogie ogniska pozostałości nefrogennych spotykane pod torebką nerki lub w jej korze i rdzeniu. Ze względu na częste występowanie u dzieci z guzem Wilmsa, także związanego z zespołami wad wrodzonych i prawie we wszystkich przypadkach synchronicznych lub metachronicznych obustronnych guzów Wilmsa uważane są za zmiany przednowotworowe, prekursorowe dla nephroblastoma; szczególnie ogniska podtorebkowe (DHPLN, ang. diffuse hyperplastic perilobar nephroblastomatosis). Mogą one pozostawać w niezmienionej postaci przez wiele lat, ulec hiperplazji, transformacji nowotworowej i (najczęściej) dojrzewaniu, zmianom szklistym i zanikowi. 